# Église Saint-Sulpice de Roussines
Pour les articles homonymes, voir Église Saint-Sulpice et Saint Sulpice.
L'église Saint-Sulpice de Roussines est une église catholique française. Elle est située sur le territoire de la commune de Roussines, dans le département de l'Indre, en région Centre-Val de Loire.

## Situation
L'église se trouve dans la commune de Roussines, au sud-ouest du département de l'Indre, en région Centre-Val de Loire. Elle est située dans la région naturelle du Boischaut Sud. L'église dépend de l'archidiocèse de Bourges, du doyenné du Val de Creuse et de la paroisse de Saint-Benoît-du-Sault.

## Histoire
L'église, dédiée à saint Sulpice, fut construite entre le XIIIe siècle et le XVe siècle, à en juger par son architecture. Pour les périodes suivantes, son histoire ne nous est connue que par des pièces d'archives relatives à des travaux ou réparations. 
Au XIXe siècle, l'abbé Eugène Duroisel, curé de la paroisse de 1875 à 1889,  exhuma une statue en bois polychrome représentant Notre-Dame de Lorette, cachée pendant la Révolution. Il la proposa à la dévotion des fidèles sous le vocable de Notre-Dame des Familles, créant une confrérie et diffusant des reproductions de la statue dans toute la France. Son action lui permit de récolter de nombreux dons pour la restauration de l'église et la fondation d'une école dans le bourg de Roussines.
L'édifice a été classé au titre des monuments historiques, le 21 juillet 1967.

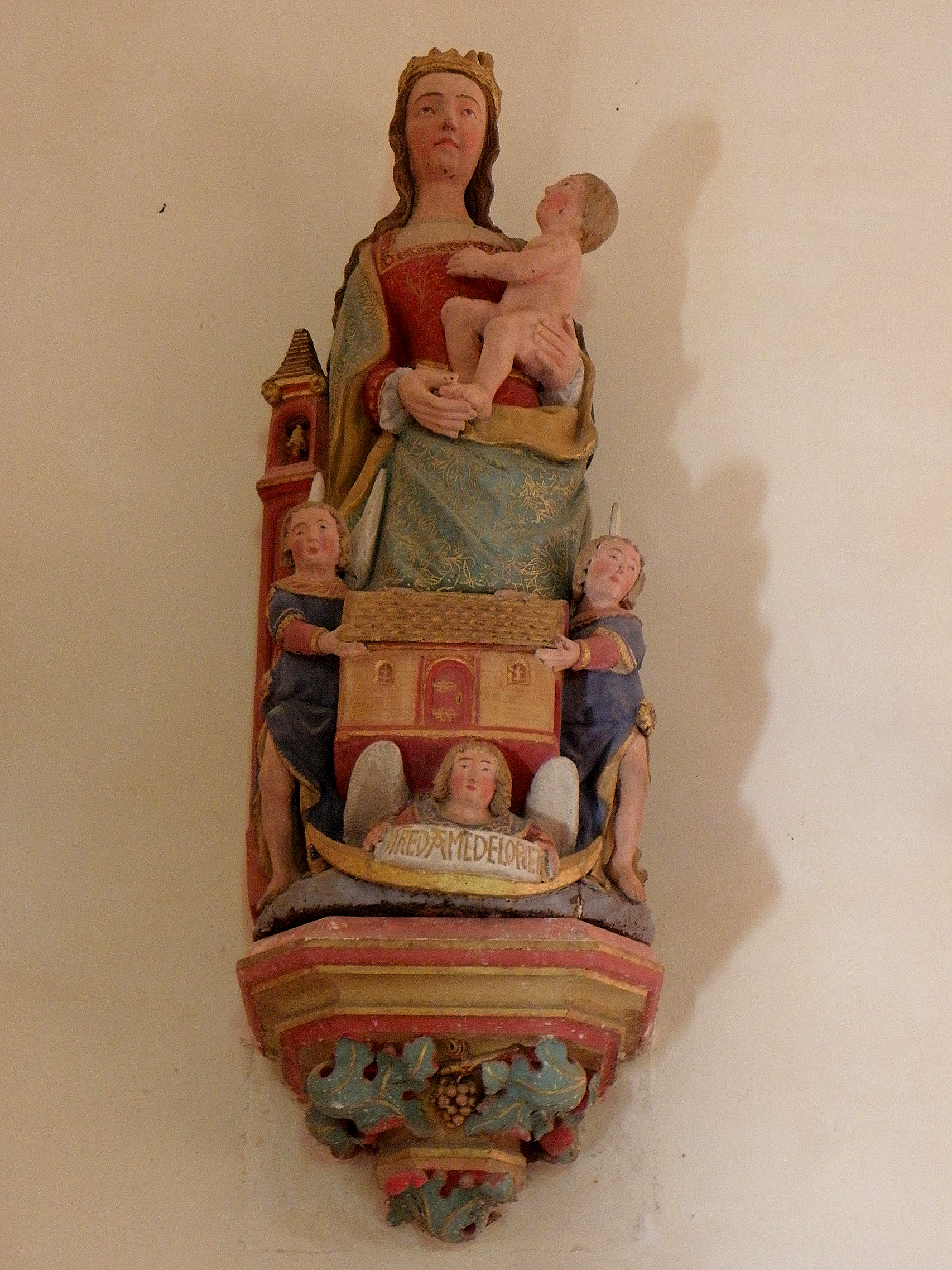
La statue de Notre-Dame-de-Lorette, en 2014.

## Données architecturales
La façade, orientée à l'ouest, de cette petite église de campagne est appuyée de deux forts contreforts. L'entrée dans l'édifice s'effectue par un portail en granit, à trois voussures composant un arc brisé et reposant sur des chapiteaux à crochets. Le porche est surmonté d'un très petit clocher couvert de bardeaux. 
La nef unique est à quatre travées et se termine par un chevet plat. Les nervures de la voûte retombent sur des colonnes engagées, par l'intermédiaire de chapiteaux à gros boutons fleuris ou ornés de masques.
Les fenêtres, assez petites, sont occupées par des vitraux de la fin du XIXe siècle des ateliers Lobin, Fournier et Jurie.  

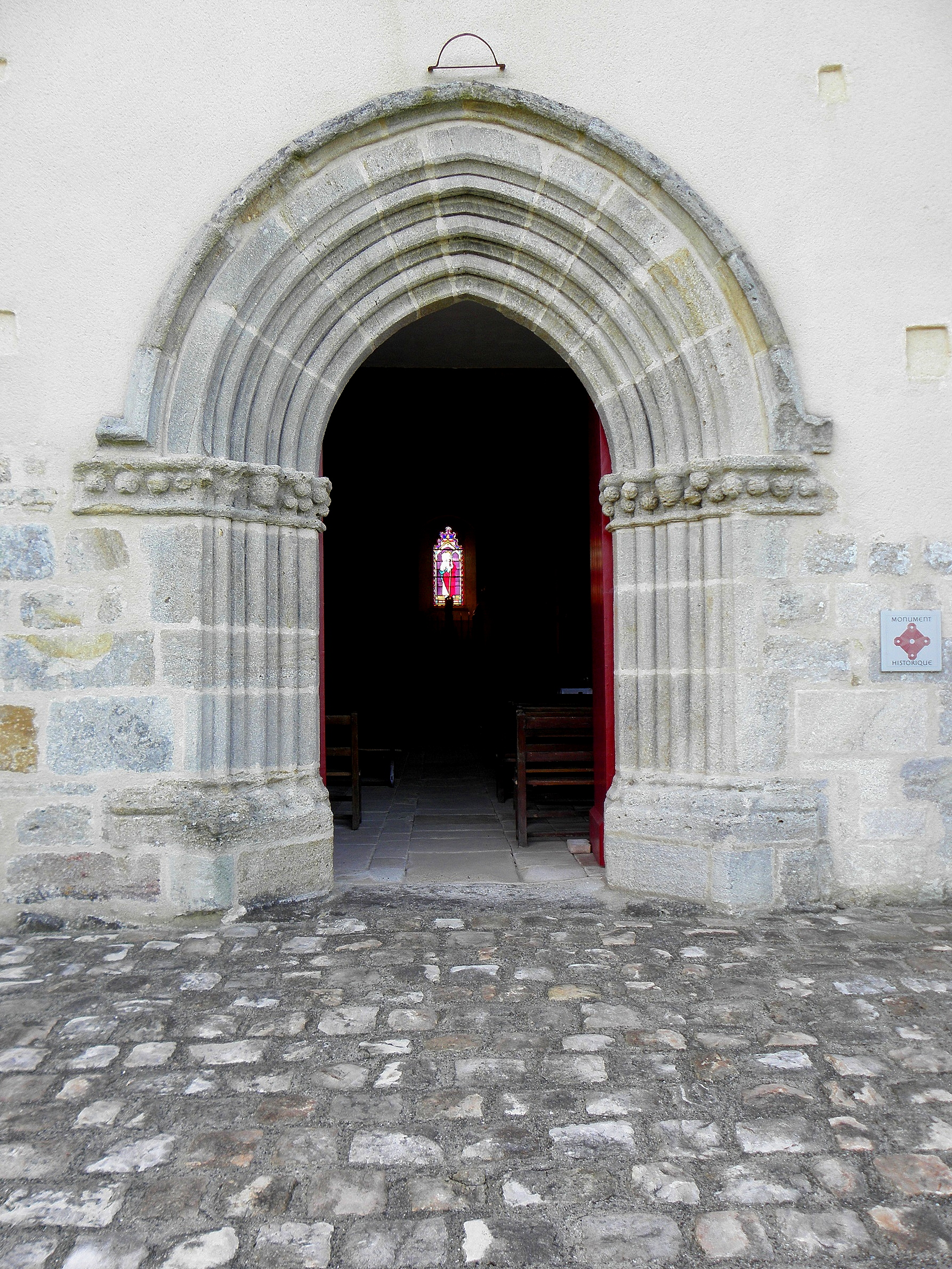
Portail occidental, en 2014.
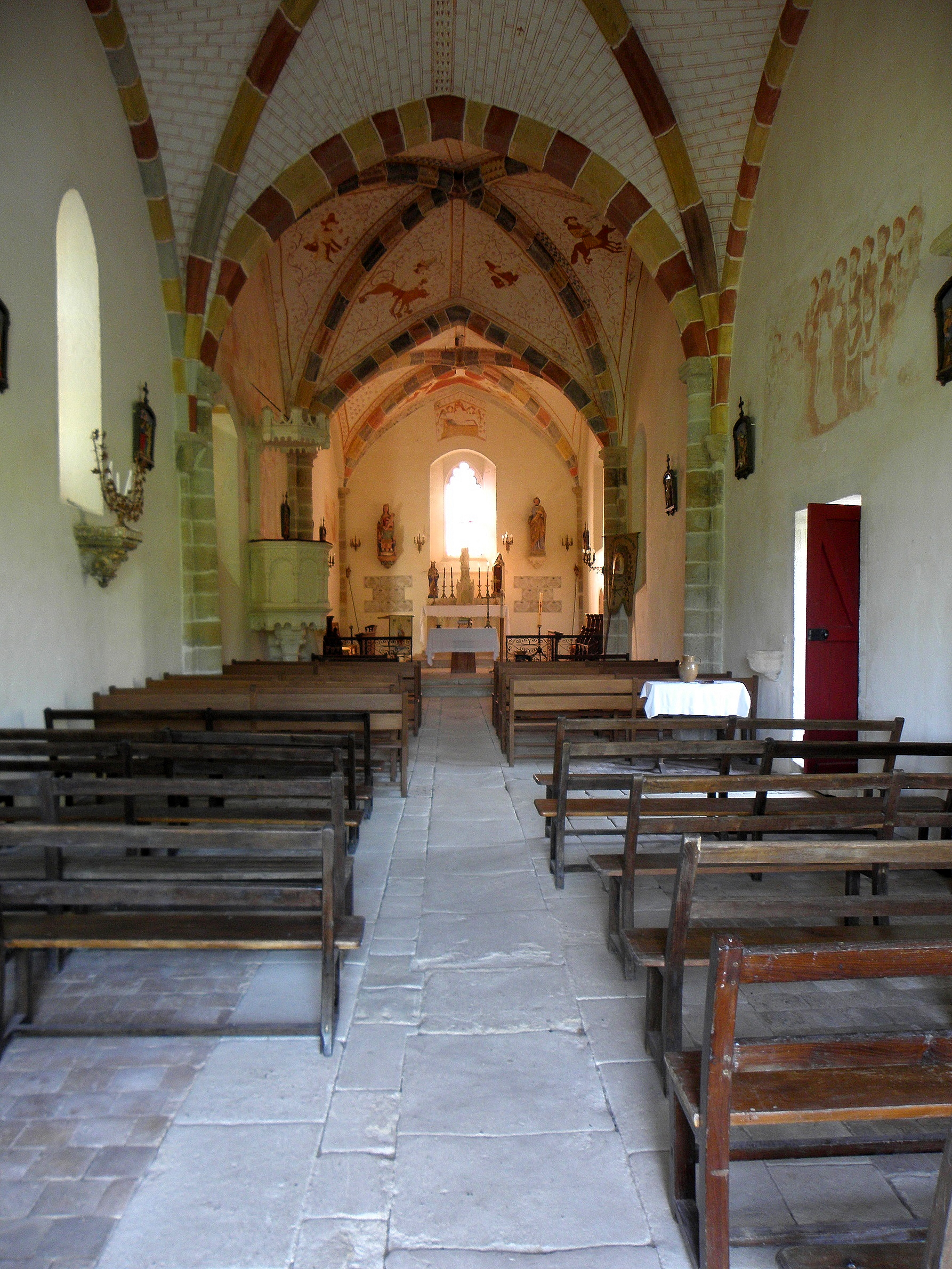
Intérieur, en 2014.

## Peintures murales
On s'accorde à fixer leur date d'exécution au XVe siècle  en se fondant sur l'inscription "1472" peinte sur la voûte et d'après les costumes des personnages incarnant les péchés capitaux. 
Dans la dernière travée, la voûte s'orne, à l'est, d'un Christ en majesté entouré du tétramorphe (le lion el le boeuf à ses pieds, l'aigle et l'ange très effacés). Sur les autres compartiments, trois anges musiciens, jouant de la harpe, de la sacqueboute et du rebec, sont encore visibles.
D'autres peintures, sur les murs de la nef, présentent des difficultés d'interprétation en raison de leur état de conservation : on a proposé d'y voir le miracle de saint Nicolas, et le martyre de saint Etienne. 

### La cavalcade des péchés capitaux
La célébrité de l'église de Roussines auprès des historiens de l’art tient à la représentation fort originale des sept péchés capitaux, qui avait déjà retenu l’attention d’Émile Mâle. Ceux-ci sont associés à des animaux qu'ils chevauchent, chaque cavalier étant doté d’une monture appropriée sur un plan symbolique Si les Alpes et la vallée du Lot sont riches en peintures murales de ce type dans des églises rurales (une quarantaine ont été recensées), le cas de Roussines est exceptionnel en dehors de ces régions. Généralement la chevauchée se développe sur l’un des murs latéraux, alors qu'à Roussines, elle occupe les voûtains, dédoublés par des bandes peintes, de la croisée d’ogives qui forme la troisième travée. 
L'ensemble doit se lire en suivant l’ordre inverse des aiguilles d’une montre (sinistrogyre) en partant d'une figure  de clerc tonsuré occupant l'un des compartiments. Des données convergentes permettent l’identification de chacun des péchés représentés (traces de phylactères en lettres gothiques, expression des visages, costumes et attitudes des personnages, attributs consacrés par la tradition, espèces animales réputées dangereuses ou nauséabondes).
1.      Orgueil est un gentilhomme, dont l’élégance se mesure à son chapeau en cône renversé et à bords relevés, à la longueur de ses poulaines. Il porte sur son poing gauche un faucon dressé pour la chasse et s’avance sur un cheval de selle blanc, richement harnaché.
2.      Avarice porte un vêtement presque identique au précédent, le pourpoint se substituant à la robe longue. Sa passion pour l’argent est symbolisée par l'aumônière qui pend à sa ceinture et par la coupe débordant de pièces d’or qu’il soulève de la main gauche. Un lion lui sert de monture, et tire la langue comme s’il était affamé.
3.      Luxure se reconnaît au bouc qu’il chevauche, image traditionnelle de la lubricité..    
4.      Gloutonnerie, dont le visage est à la fois joufflu et réjoui, tient d’une main un gigot, de l’autre un gobelet rempli de boisson. Il est à califourchon sur ce qui pourrait être un loup.
5.      Colère s’enfonce une épée dans la poitrine, tandis que sa monture, un sanglier, poursuit sa course aveugle.
6.      Paresse est représentée avec les attributs ordinaires de la folie, comme un homme à l’air hébété, coiffé du capuchon et tenant la marotte des bouffons de cour, juché sur un âne. 
7.      Envie, en houppelande et chaperon bourgeois, serre dans sa main une bourse. Un lévrier lui est associé, dont le poil de couleur jaune a une valeur négative. 
Le religieux qui introduit la séquence, tourné vers sa gauche, compte sur ses doigts : cette gestuelle caractérise celui qui dispute ou qui enseigne, en procédant par énumération selon les méthodes de la scolastique médiévale. La chevauchée des péchés capitaux traduit donc en images ce qui est le contenu d’un prêche, tenu par un représentant d’un ordre mendiant, qui s’adresse à la grande masse des fidèles pour les détourner du péché.  Les physionomies des personnages sont souvent caricaturales, comme dans le cas de la Gloutonnerie et de la Paresse. Le dispositif circulaire transforme ainsi cette cavalcade en un véritable tourbillon de figures grotesques, un défilé bruyant dans la tradition carnavalesque.    

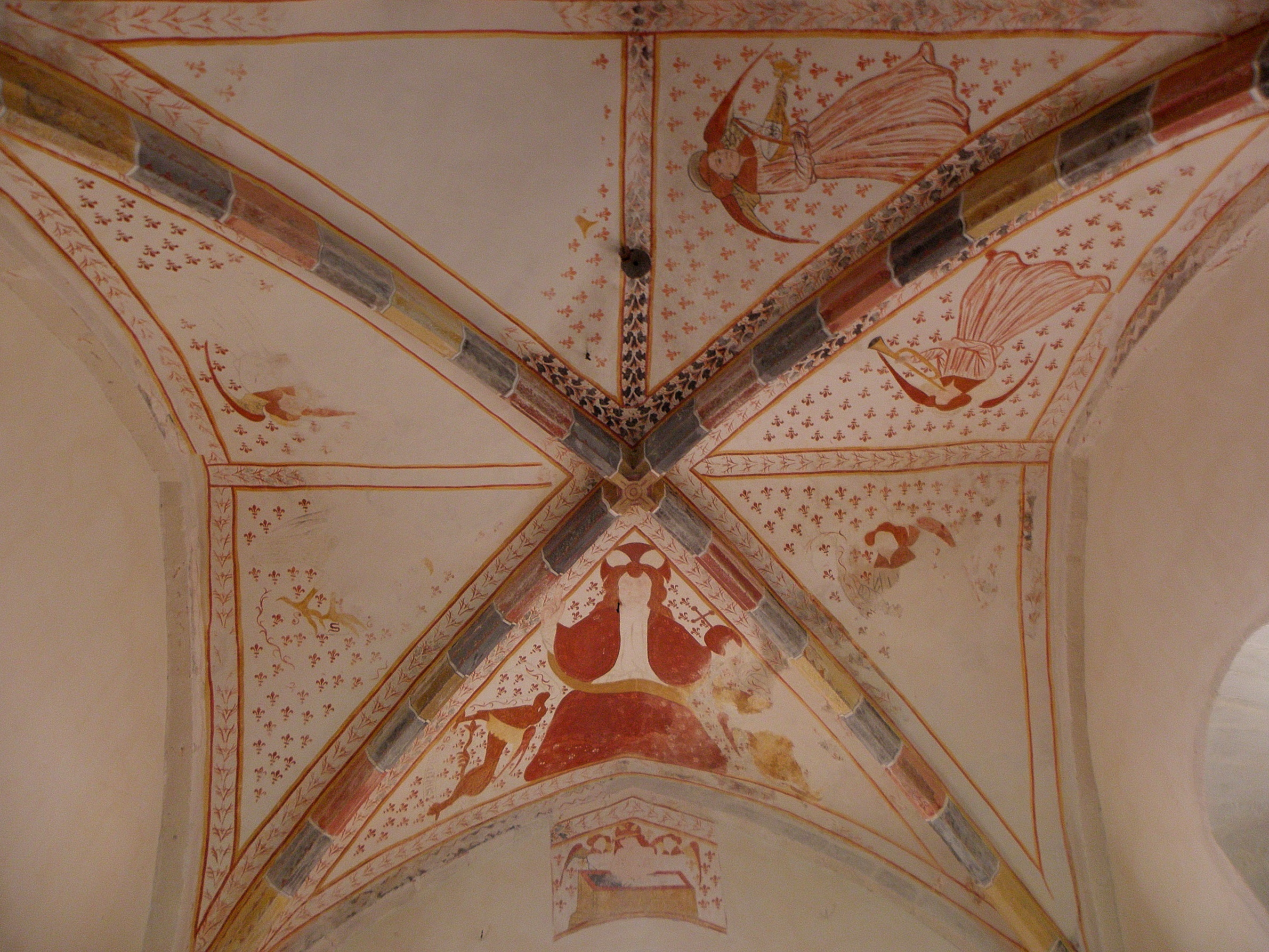
Christ de Majesté, tétramorphe et anges musiciens, en 2014.
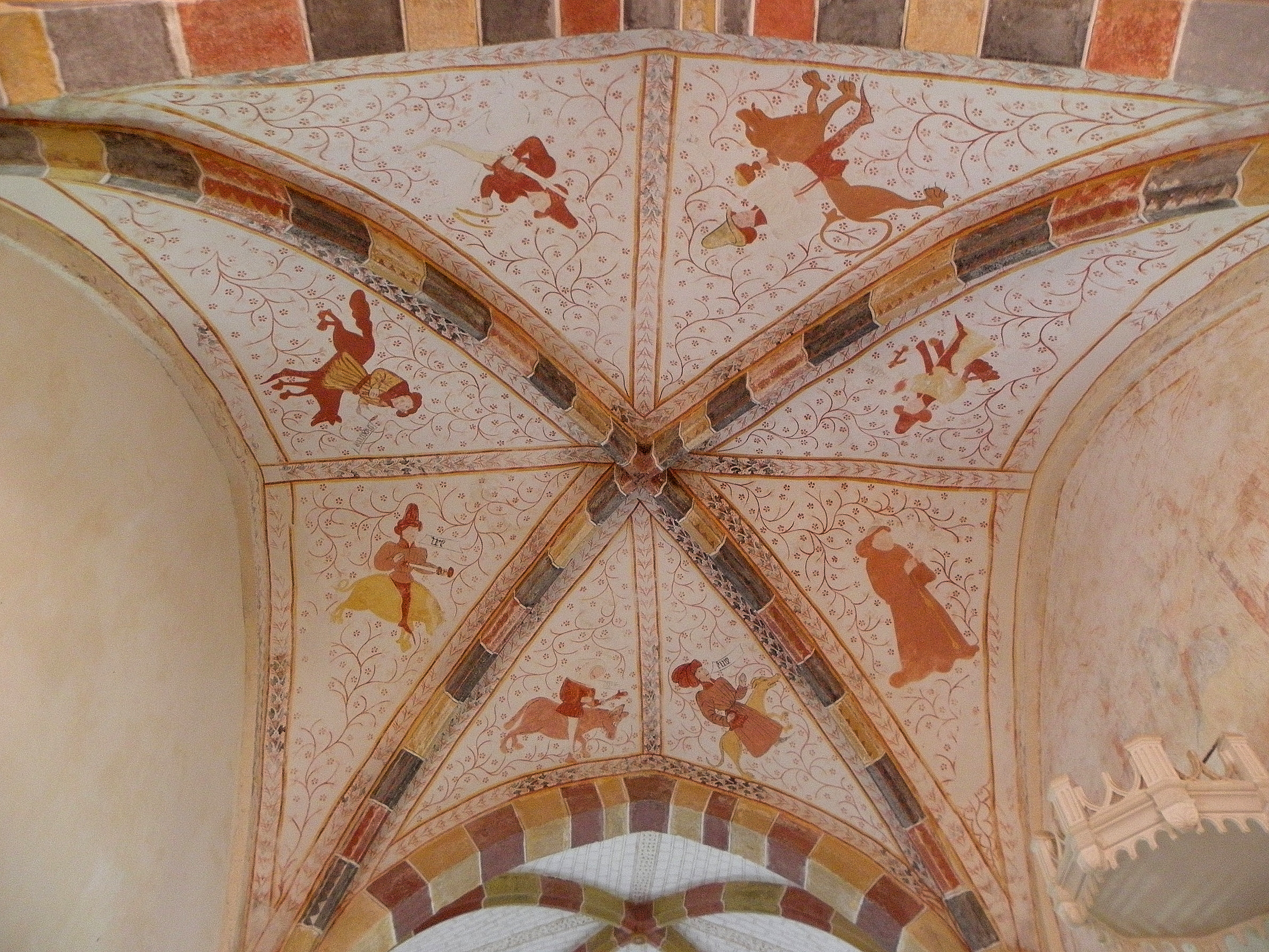
Les sept péchés capitaux  en 2014.